# Ґоришево
Ґоришево (пол. Goryszewo, нім. Gorschenmühle) — село в Польщі, у гміні Моґільно Моґіленського повіту Куявсько-Поморського воєводства.
Населення — 328 осіб (2011).
У 1975-1998 роках село належало до Бидгощського воєводства.

## Демографія
Демографічна структура станом на 31 березня 2011 року:
|          | Загалом | Допрацездатний вік | Працездатний вік | Постпрацездатний вік |
| -------- | ------- | ------------------ | ---------------- | -------------------- |
| Чоловіки | 163     | 36                 | 113              | 14                   |
| Жінки    | 165     | 23                 | 112              | 30                   |
| Разом    | 328     | 59                 | 225              | 44                   |